# Gerstenbach (Pleiße)
Der Gerstenbach ist ein Bach in Thüringen und linksseitiger Zufluss der Pleiße. Er gehört zu den Löss–Lehm geprägten Tieflandbächen (Typ 18).

## Verlauf
Der Gerstenbach entspringt westlich von Großbraunshain, einem Ortsteil von Schmölln, durchfließt die Gemeinden Starkenberg, Monstab, Lödla und Rositz, dann den nördlichen Teil von Altenburg sowie die Gemeinden Gerstenberg und Treben. Er mündet nach etwa 25 Kilometern westlich des Trebener Ortsteils Serbitz in die Pleiße.

## Einzugsgebiet
Das Einzugsgebiet des Gerstenbaches hat eine Größe von 172,4 km² und grenzt an die Einzugsgebiete von Sprotte (Süden), Pleiße (Osten) und Schnauder (Norden und Westen).

## Zuflüsse
Der Gerstenbach hat drei größere Zuflüsse, die Blaue Flut, den Erlbach und den Kleinen Gerstenbach, sowie zahlreiche kleinere Bäche. Der größte Zufluss ist die Blaue Flut, die mit ihren Zuflüssen Deutscher Bach, Altkirchener Bach, Kleine Blaue Flut und weiteren kleineren Bächen selbst stark verzweigt ist.